# Reinhard Kuretzky
Reinhard Kuretzky (ur. 1 grudnia 1947 w Delmenhorst) – niemiecki lekkoatleta, specjalizujący się w skoku o tyczce, olimpijczyk.  W czasie swojej kariery reprezentował Republikę Federalną Niemiec.

## Kariera sportowa
Zajął 4. miejsce w skoku o tyczce na igrzyskach olimpijskich w 1972 w Monachium. Nie zaliczył żadnej wysokości w finale tej konkurencji podczas halowych mistrzostw Europy w 1973 w Rotterdamie. Zajął 3. miejsce (ex aequo z Michaelem Bullem z Wielkiej Brytanii) w finale pucharu Europy w 1973 w Edynburgu.
Zajął 4. miejsce (ex aequo z Wojciechem Buciarskim) na halowych mistrzostwach Europy w 1974 w Göteborgu i 13. miejsce na halowych mistrzostwach Europy w 1975 w Katowicach.
Był mistrzem RFN w skoku o tyczce w 1972 oraz wicemistrzem w 1973 1975, a w hali mistrzem w 1973 oraz wicemistrzem w 1974 i 1975.
Jego rekord życiowy w tej konkurencji wynosił 5,33 m, ustanowiony 24 maja 1974 w Bayreuth.   